# Chatham Islands Territory
Die Chatham Islands sind Inseln und die kleinste eigenständige Verwaltungseinheit in Neuseeland. Der Rat der Inseln, Chatham Islands Council genannt, hat seinen Sitz in dem Ort Waitangi auf der Hauptinsel.

## Geographie

### Geographische Lage
Die Chatham Islands verfügen über eine reine Landfläche von 794 km². Zum Census im Jahr 2023 wurden auf der Insel 612 Einwohner gezählt, was eine Bevölkerungsdichte von  0,8 Einwohner pro km² ergibt. Die Hauptinsel Chatham Island und die kleinere Pitt Island sind bewohnt, die anderen nicht.
Die Inseln liegen rund 650 km südöstlich der Nordinsel von Neuseeland im Pazifischen Ozean und sind nur per Schiff oder per Flugzeug zu erreichen. Eine Anlegestelle für Schiffe liegt wenige 100 Meter nördlich der Siedlung Waitangi an der Westküste. Eine Graspiste zum Starten und Landen von Flugzeugen befindet sich rund 24 km nordöstlich von Waitangi am anderen Ende der Hauptinsel.

### Klima
Das Klima auf den Inseln ist maritim und mild. Die Tagestemperaturen bewegen sich im Sommer zwischen 15 °C und 24 °C und im Winter zwischen 6 °C und 10 °C. Die jährlichen Niederschläge liegen um 1000 mm. Die beste Zeit für Touristen die Inseln zu besuchen ist von September bis März.

## Bevölkerung

### Bevölkerungsentwicklung
Von den 612 Einwohnern der Inseln waren 2023 429 Einwohner Māori-stämmig (70,1 %). Damit lebten 0,04 % der Māori-Bevölkerung des Landes auf den Inseln. Das durchschnittliche Einkommen in der Bevölkerung lag 2013 bei 31.300 NZ$, gegenüber 28.500 NZ$ im Landesdurchschnitt.

### Herkunft und Sprachen
Die Frage nach der Zugehörigkeit einer ethnischen Gruppe beantworteten in der Volkszählung 2013 73,5 % mit Europäer zu sein, 59,3 % gaben an, Māori-Wurzeln zu haben, 1,1 % kamen von den Inseln des pazifischen Raums und 0,5 % stammten aus Asien (Mehrfachnennungen waren möglich). 5,2 % der Bevölkerung gab an in Übersee geboren zu sein. 8,9 % der Bevölkerung sprachen Māori als zweithäufigste Sprache nach Englisch, unter den Māori 13,8 %.

## Verwaltung
Die Chatham Islands werden von sieben Councillors (Ratsmitglieder) politisch vertreten. Zusammen mit dem Mayor (Bürgermeister) bilden sie den Chatham Islands Council (Inselrat) und werden alle drei Jahre neu gewählt.